# Œuf de Colomb de Tesla

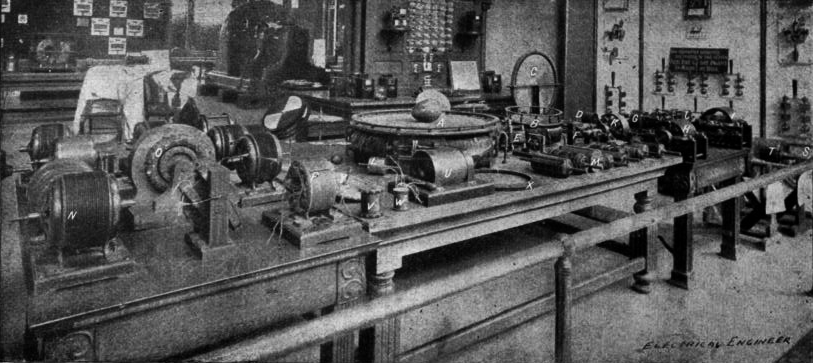
Lors de l'exposition universelle de 1893, présentation de l'œuf de Colomb de Nikola Tesla.

L'œuf de Colomb de Tesla a été présenté lors de l'exposition universelle de 1893. Il a été utilisé pour démontrer et expliquer les principes du champ magnétique tournant et de la machine asynchrone. Pour ce faire, Tesla a réalisé le défi de Colomb en plaçant un œuf de cuivre dans un champ magnétique tournant. L’œuf tourne ainsi selon son axe principal, debout sur l'une de ses extrémités par effet gyroscopique.
Le montage de Tesla comprenait en son cœur un stator de fer toroïdal (en) autour duquel étaient enroulées quatre bobines. Il était alimenté par du courant alternatif biphasé.
En France, une reproduction de l'expérience peut être observée au Musée Ampère.